# Wodospad Kalipso
Wodospad Kalipso – wodospad znajdujący się w regionie Tesalia, w masywie gór Osa. 
Znajduje się na wschodnim stoku góry Kissavos. Wodospad jest przełomem rzeki i składa się z dziewięciu wodospadów oraz z dziewięciu małych jezior. 